# Flaminio Corner

Stemma araldico della famiglia Corner.

Flaminio Corner (Venezia, 4 febbraio 1693 – Venezia, 26 dicembre 1778) è stato uno storico italiano.

## Biografia
Nato da Giambattista e Caterina Bonvicini, era un membro dei patrizi Corner di Sant'Aponal. Dopo gli studi letterari e giuridici, attesi presso i gesuiti, si indirizzò verso la vita consacrata, ma, su pressione di amici e parenti, finì per sposarsi essendo l'ultimo discendente maschio della famiglia: si unì così a Margherita Donà dalla quale ebbe numerosi figli, molti dei quali gli premorirono.
Entrato nel Maggior Consiglio, intraprese il tradizionale cursus honorum previsto per i giovani rampolli veneziani, ma fu poco interessato alla vita politica. Nelle cariche da lui ricoperte dimostrava un'indole scrupolosa e onesta, sempre disponibile verso il prossimo e senza mai anteporre fini personali.
Il suo interesse per la storiografia emerse quando incontrò il gesuita Francesco Antonio Zaccaria, il quale chiese il suo aiuto per la stesura di un'opera sulla storia ecclesiastica veneta. Successivamente Zaccaria abbandonò il progetto, ma Corner, spronato da Apostolo Zeno e Angelo Calogerà, decise di portarlo avanti da solo.
La stesura dell'opera fu assolutamente difficoltosa, sia per la vastità degli argomenti trattati, sia per la diffidenza (spesso indifferenza) di privati e enti religiosi. Corner dunque non riuscì a realizzare una versione conclusiva che potesse raccogliere il suo lavoro in modo organico, ma pubblicò una serie di volumi man mano che le ricerche procedevano. Nel 1749 mandò alle stampe il primo tomo delle Ecclesiae Venetae antiquis monumentis nunc etiam primum editis illustratae ac in decades distributae, seguito poi da altri quindici, di cui un Supplementa e un Indices finali; l'opera si concluse con i tre libri sulle Ecclesiae Torcellanae.
La ricerca è formata da capitoli dedicati alla storia di ogni chiesa e monastero veneziano. Sono riportati per intero i testi di numerosi documenti antichi ed è dato particolare risalto alle personalità notevoli per santità e religiosità, mentre minor spazio è dedicato agli uomini di cultura e di lettere (per questi l'autore consiglia di fare riferimento al Della letteratura veneziana di Marco Foscarini). Corner dichiarò esplicitamente di essersi ispirato a Jean Mabillon e Ludovico Antonio Muratori e che il suo studio fu assolutamente oggettivo e distaccato dall'amor patriae. Vero è che la ricerca fu spesso poco obiettiva, tant'è che è lasciato molto spazio a tradizioni, leggende, reliquie e aneddoti privi di documentazione o basati su fonti poco affidabili. Al di là di queste osservazioni, l'opera di Corner resta un unicum tuttora molto valido dal punto di vista storiografico.
Gli elogi di Giovanni Lami e perfino di papa Benedetto XIV, nonché la riconoscenza del clero veneziano che coniò una medaglia celebrativa in suo onore, diedero grande fama allo storico il quale, successivamente, pubblicò anche una versione in lingua italiana con vari rimaneggiamenti che eliminarono la sezione documentaria e raggrupparono le chiese per sestiere (Notizie storiche delle chiese e monasteri di Venezia e Torcello, tratte dalle Chiese Venete e Torcellane, 1758).
Le altre opere di Corner dimostrano una religiosità sempre più accentuata e, di conseguenza, una minore obiettività storica: si ricordano gli opuscoli per rinvigorire il culto di santi e beati veneziani (Pietro Acotanto, Giuliana di Collalto e Contessa Tagliapietra in particolare) e Venezia favorita da Maria. Relazione delle imagini miracolose di Maria conservate in Venezia (1758), poi migliorata e riedita sia in lingua latina (Apparitionum et celebriorum Imaginum Deiparae Virginis Mariae in civitate et dominio Venetiarum enarrationes historicae ex documentis traditionibusque ex antiquis codicibus ecclesiarum depromptae, 1760) che in italiano (Notizie storiche delle apparizioni e delle immagini più celebri di Maria Vergine santissima nella città e dominio di Venezia, 1761). Si aggiungono Catharus sive Dalmatiae civitas in ecclesiastico et civili statu historicis documentis illustrata (1759) e Creta sacra sive de episcopis utriusque, ritus graeci et latini in insula Cretae (1755), .
Tra i pochi lavori a sfondo non religioso, va citata l'edizione della cronaca di Lorenzo de Monacis (1351-1428), cancelliere di Creta che scrisse una storia di Venezia dalla fondazione al dogado di Marin Faliero.
Dedicò l'ultimo periodo della sua vita alla pratica religiosa e al riordino dell'archivio di famiglia, che donò poi ai camaldolesi del monastero di San Michele (dove era entrato un suo figlio).